# Jacques Marseille
Pour les articles homonymes, voir Marseille (homonymie).
Jacques Marseille, né le 15 octobre 1945 à Abbeville et mort le 4 mars 2010 à Paris 6e,,, est un historien français, spécialiste d'histoire économique, chroniqueur de presse et de radio connu pour ses prises de position libérales. Il a également occupé des fonctions dans l'édition.

## Biographie

### Origines familiales et formation
Fils d'un cheminot et d'une mère travaillant aux Ponts et chaussées, Jacques Marseille fait des études d'histoire à la faculté catholique de Lille. Influencé par Henri Platelle, il passe sa maîtrise en 1967 et enseigne à l'école Notre-Dame de Grâce à Cambrai. 

### Recherche doctorale
Il est reçu premier à l'agrégation d'histoire en 1969, enseigne au lycée Carnot et adhère la même année au Parti communiste. 
Il entreprend une thèse, publiée en 1984, et obtient un doctorat d'histoire, sous la direction de Jean Bouvier, sur l'économie de la colonisation française de 1880 à 1960. À l'origine, selon Elie Cohen, il voulait « démontrer la pertinence des thèses marxistes dans l'histoire de la colonisation » or, il n'est pas arrivé à montrer « que le “grand capital” s'était enrichi grâce aux colonies ». Pour lui, l'empire colonial, à compter de 1930, fut surtout « un débouché pour un capitalisme archaïque soucieux de retarder au maximum une restructuration imposée par l'évolution internationale ».

### Professeur d'université
Après l'université de Vincennes Paris VIII, il devient professeur à l'université Paris 1 Panthéon-Sorbonne, où il dirige la chaire d'histoire économique et sociale créée par Marc Bloch, à laquelle il succède à Jean Bouvier, jusqu'en 2009, année de sa retraite universitaire. 
Il fut membre du Comité pour l’histoire économique et financière auprès du ministère de l'Économie, de l'Industrie et de l'Emploi. Il fut directeur de la collection « Histoire » aux éditions Nathan. Il dirige de 2008 à 2010 la collection « À dire vrai » aux Éditions Larousse. Il a été chroniqueur pour L'Expansion et a rédigé fréquemment des articles pour Le Point et Enjeux Les Échos. 
On a pu le voir régulièrement dans des émissions télévisées telle que C dans l'air animée par Yves Calvi sur France 5. Il était également un intervenant de « Les Rencontres de Cannes » ou « Arte-Filosofia ».

### Mort et funérailles
Jacques Marseille meurt le 4 mars 2010, à son domicile parisien, des suites d'un cancer. Ses obsèques sont célébrées le 10 mars à l'église Saint-Sulpice, avant son inhumation au cimetière du Montparnasse,.

## Positions et idées
« Engagé un temps au Parti communiste, il effectue un virage radical à droite ». Il est ensuite favorable à l'économie de marché et au libéralisme politique et économique, écrivant : « […] le libéralisme est et reste un combat pour la tolérance et la liberté. Entré dans le monde comme critique de l’Ancien Régime, de l’absolutisme royal et du pouvoir de coercition d’une Église exclusive, il affirme le droit naturel de l’individu à la liberté […] ». Interrogé en 2006 sur son évolution du PCF vers la droite libérale, Jacques Marseille répond avoir « gardé de mon passage au PC une méfiance absolue et finalement justifiée envers la social-démocratie française. Le Parti socialiste a toujours eu cette posture anti-argent et anticapitaliste tout en faisant des promesses d’égalité qu’il a toujours trahies. […] Seule une droite assumée et fière de ses valeurs peut faire ce que le PS est incapable de faire : établir une société plus équitable »,.
Jacques Marseille a analysé ce qu'il appelait « le mal français », issu de la difficulté à mettre en pratique des réformes par le dialogue. Il critiquait ce qu'il considérait être des « archaïsmes français », notamment ceux de l'État qui n’aurait pas été réformé comme l'ont été ceux d'autres pays. Il dénonçait une grande injustice qui existerait selon lui entre les salariés du privé et les fonctionnaires français : « un secteur public pléthorique aux privilèges sans égal, d’un côté ; une insécurité croissante de l’emploi plus forte que dans la moyenne des pays européens, de l’autre ». Cette dichotomie était pour le lui le « cancer qui ronge le pseudo-modèle social français ». Il critiquait les « dysfonctionnements » des relations entre l'État et les entreprises, par exemple concernant les subventions publiques, la formation professionnelle continue et le financement des syndicats.
Très critique envers le baccalauréat contemporain, il le qualifiait de « monument d’hypocrisie nationale » et d'« instrument d’inégalité sociale ».
Jacques Marseille a été critiqué pour son manque de rigueur dans un blog de l'hebdomadaire Marianne qui voit en lui une « imposture » qui manipule les statistiques, ou encore un « prestidigitateur en chef » quand il vante l'attractivité de la France en l'imputant à l'élection de Nicolas Sarkozy quelques jours après l'accession de ce dernier à la présidence, contredisant ses déclarations précédentes. Son ouvrage sur l'UIMM, édité par l'UIMM, a également été critiqué par un média alternatif, Le Plan B[source insuffisante].
Jacques Marseille a préconisé de mettre en œuvre une « allocation universelle mensuelle » de 750 euros.
Pour Patrick Eveno, il avait gardé un côté « marxien » c'est-à-dire « qu'il avait conservé de Karl Marx la méthode qui consiste à fouiller l'histoire avant de défendre une idée ».

## Hommages
Après son décès, des personnalités lui ont rendu hommage : des économistes tel Christian de Boissieu et des personnalités politiques classées à droite, telles que Valérie Pécresse (UMP), Xavier Bertrand (UMP), ainsi que le ministre de la Culture Frédéric Mitterrand. Une fondation, l'iFRAP, a aussi rendu hommage à Jacques Marseille.

## Publications
- Vive la crise et l’inflation, avec Alain Plessis, Paris, Hachette, 1983.
- Empire colonial et capitalisme français. Histoire d’un divorce, 1984. La réédition de 2004 a obtenu le Prix des Ambassadeurs 2005.

- Prix Pierre-Chauleur 1987 de l’Académie des sciences d’outre-mer.
- L'Âge d’or de la France coloniale, Paris, Albin Michel, 1986.
- Le Temps des chemins de fer en France, 1986.
- La France travaille trop, 1989.
- Lettre ouverte aux Français qui s'usent en travaillant et qui pourraient s'enrichir en dormant, 1992.
- C'est beau la France ! Pour en finir avec le masochisme français, 1993.
- Les Grands événements de l'histoire de France, Paris, France Loisirs, 1994.
- France, terre de luxe, 1999.
- Nouvelle histoire de la France, 1999 ; réimpression 2002.
- Le Journal de la France au XXe siècle, 1999.
- L'UIMM, cent ans de vie sociale, avec Patrick Éveno, Catherine Hodeir et Danièle Rousselier-Fraboulet, 2001 (édité par l'Adase, émanation de l'UIMM).
- Les Années Hugo, Paris, Larousse, 2002.
- France et Algérie : journal d’une passion, 2002.
- Le Grand gaspillage, Paris, Plon, 2002 ; Paris, Perrin, 2005.
- Les Wendel, 1704-2004, 2004.
- La Guerre des deux France. Celle qui avance et celle qui freine, Paris, Perrin, coll. « Tempus », 2005, 260 p.,  (ISBN 2262022836 et 978-2262022839).
- Du bon usage de la guerre civile en France, 2006  (ISBN 978-2262024468).
- Les Bons chiffres pour ne pas voter nul en 2007, Paris, Perrin, 2007  (ISBN 978-2262026004).
- L'Argent des Français, Paris, Perrin, 2009.
- L'Oréal, 1909-2009, Paris, Perrin, 2009.
- Pouvez-vous devenir ou rester Français ?, Paris, Albin Michel, 2010.

## Distinctions
- Chevalier de la Légion d'honneur